# Back to the Future: The Pinball
Back to the Future: The Pinball is een flipperkastspel uit 1990, ontworpen door Joe Kaminkow en Ed Cebula, en uitgebracht door Data East Pinball. Het spel is gebaseerd op de Back to the Future-films.
Het spel bevat drie muzikale nummers die ook in de films te horen waren: "The Power of Love" en "Back in Time" (van Huey Lewis & The News), en "Doubleback" (van ZZ Top).
Michael J. Fox stond niet toe dat zijn afbeelding werd gebruikt voor het spel. Derhalve werd een lookalike gebruikt.